# 이리니 팔레올로기나 (트라페준타)

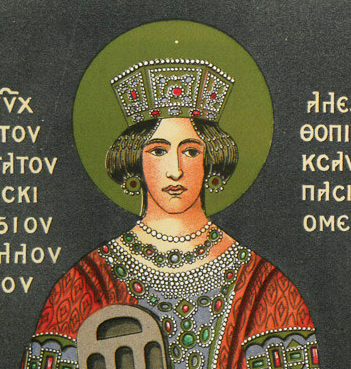

이리니 팔레올로기나(그리스어: Ειρήνη Παλαιολογίνα)는 안드로니코스 3세 팔레올로고스의 딸이다. 바실리오스와 결혼하여 두 아들 알렉시오스와 요안니스 낳았으며, 나중에 알렉시오스 3세와 중혼하였는데, 아마 두 딸 마리아와 테오도라를 낳은 것으로 보인다.